# Halffterinetis gonzaloi
Halffterinetis gonzaloi är en skalbaggsart som beskrevs av Moron och Nogueira 2007. Halffterinetis gonzaloi ingår i släktet Halffterinetis och familjen Cetoniidae. Inga underarter finns listade i Catalogue of Life.